# Cliente de mensajería instantánea

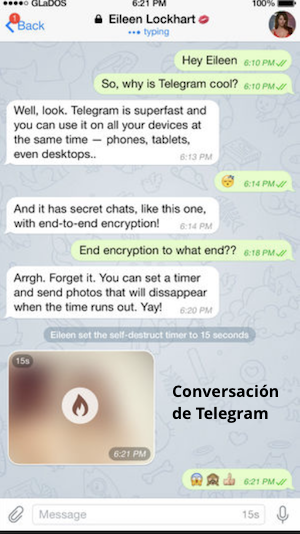
Conversación de Telegram

Un cliente de mensajería instantánea es una aplicación que permite al usuario hacer uso de la mensajería instantánea. Estos clientes utilizan uno o más protocolos de mensajería instantánea. Algunos protocolos populares son OSCAR (AIM, ICQ), XMPP (Jabber), IRC, MSNP (Windows Live Messenger), MTProto (Telegram), y Skype. Muchos clientes de mensajería instantánea populares incluyen soporte para VoIP y videoconferencias. A este tipo de aplicaciones también se las conoce como mensajeros.